# Alberto III il Ricco
Alberto III d'Asburgo, detto Alberto il Ricco (... – 25 novembre 1199), fu conte di Asburgo e langravio dell'Alta Alsazia.

## Biografia
Figlio di Werner III, alla morte del padre gli succedette nei titoli di conte di Asburgo e di langravio dell'Alta Alsazia nel 1167. Fedele sostenitore degli Staufer, nel 1168 è infeudato dall'imperatore Federico Barbarossa del castello di Burg.
Viene ricordato dalle cronache per essere stato confermato come il fondatore della città di Vaduz. Sulla base di un documento datato 21 febbraio 902, trascritto due volte ed emesso nel 1186 da Alberto III, quest'ultimo conferma le donazioni fatte all'abbazia di San Trudperto dai suoi antenati, i conti Liutfriedo, Othperto e Lamperto, della stirpe degli Eticonidi.

## Famiglia e figli
Nel 1164, Alberto III sposò Ita di Pfullendorf (1151/52-prima del 1191), figlia di Rodolfo di Pfullendorf, nipote del duca Guelfo II a sua volta figlio del duca Guelfo I di Toscana della stirpe Welfen. Ita è nominata in una genealogia compilata intorno al 1160 nell'Hauskloster degli Asburgo di Muri come filia sororis ducis Welph (figlia della sorella del duca Guelfo, cioè Guelfo II). Attraverso questo matrimonio, il suo pronipote re Rodolfo I e tutti gli altri re e imperatori della casa d'Asburgo sono legati cognitivamente ai Welfen. Con Ita ebbe due figli:
- Rodolfo II, detto "il Vecchio" o "il Pacifico", signore di Laufenburg;
- Ita ∞ NN, conte di Leiningen.

## Ascendenza
|                        |                       |                           | Genitori |  |  | Nonni |  |  | Bisnonni            |  |  | Trisnonni |  |
|                        |                       |                           |          |  |  |       |  |  | Werner II d'Asburgo |  |  | Radbot    |  |
|                        |                       |                           |          |  |  |       |  |  | Werner II d'Asburgo |  |  | Radbot    |  |
|                        |                       | Ida                       |          |  |  |       |  |  | Werner II d'Asburgo |  |  |           |  |
| Ottone II d'Asburgo    |                       |                           |          |  |  |       |  |  | Werner II d'Asburgo |  |  |           |  |
|                        |                       | Regelinda di Nellenburg   | …        |  |  |       |  |  |                     |  |  |           |  |
|                        |                       | Regelinda di Nellenburg   | …        |  |  |       |  |  |                     |  |  |           |  |
|                        |                       | Regelinda di Nellenburg   | …        |  |  |       |  |  |                     |  |  |           |  |
| Werner III d'Asburgo   |                       | Regelinda di Nellenburg   |          |  |  |       |  |  |                     |  |  |           |  |
|                        |                       | Rodolfo di Pfirt          | …        |  |  |       |  |  |                     |  |  |           |  |
|                        |                       | Rodolfo di Pfirt          | …        |  |  |       |  |  |                     |  |  |           |  |
|                        |                       | Rodolfo di Pfirt          | …        |  |  |       |  |  |                     |  |  |           |  |
| Hilla di Pfirt         |                       | Rodolfo di Pfirt          |          |  |  |       |  |  |                     |  |  |           |  |
|                        |                       | …                         | …        |  |  |       |  |  |                     |  |  |           |  |
|                        |                       | …                         | …        |  |  |       |  |  |                     |  |  |           |  |
|                        |                       | …                         | …        |  |  |       |  |  |                     |  |  |           |  |
| Alberto III il Ricco   |                       | …                         |          |  |  |       |  |  |                     |  |  |           |  |
|                        | Rodolfo II di Homberg | …                         |          |  |  |       |  |  |                     |  |  |           |  |
|                        | Rodolfo II di Homberg | …                         |          |  |  |       |  |  |                     |  |  |           |  |
|                        | Rodolfo II di Homberg | …                         |          |  |  |       |  |  |                     |  |  |           |  |
| Guarniero I di Homberg | Rodolfo II di Homberg |                           |          |  |  |       |  |  |                     |  |  |           |  |
|                        |                       | Ita d'Asburgo             | …        |  |  |       |  |  |                     |  |  |           |  |
|                        |                       | Ita d'Asburgo             | …        |  |  |       |  |  |                     |  |  |           |  |
|                        |                       | Ita d'Asburgo             | …        |  |  |       |  |  |                     |  |  |           |  |
| Ida di Homberg         |                       | Ita d'Asburgo             |          |  |  |       |  |  |                     |  |  |           |  |
|                        |                       | Federico I di Zollern     | …        |  |  |       |  |  |                     |  |  |           |  |
|                        |                       | Federico I di Zollern     | …        |  |  |       |  |  |                     |  |  |           |  |
|                        |                       | Federico I di Zollern     | …        |  |  |       |  |  |                     |  |  |           |  |
| N. di Zollern          |                       | Federico I di Zollern     |          |  |  |       |  |  |                     |  |  |           |  |
|                        |                       | Udilde di Urach-Dettingen | …        |  |  |       |  |  |                     |  |  |           |  |
|                        |                       | Udilde di Urach-Dettingen | …        |  |  |       |  |  |                     |  |  |           |  |
|                        |                       | Udilde di Urach-Dettingen | …        |  |  |       |  |  |                     |  |  |           |  |
|                        |                       | Udilde di Urach-Dettingen |          |  |  |       |  |  |                     |  |  |           |  |